# تروماو
تروماو (بالألمانية: Trumau) هي بلدة في منطقة بادن في النمسا السفلى.